# Michael Weiss (patinage)
 (mars 2017).
Si vous disposez d'ouvrages ou d'articles de référence ou si vous connaissez des sites web de qualité traitant du thème abordé ici, merci de compléter l'article en donnant les références utiles à sa vérifiabilité et en les liant à la section « Notes et références ».
Pour les articles homonymes, voir Michael Weiss et Weiss.
Michael Weiss (né le 2 août 1976 à Washington) est un patineur artistique américain. Il fait partie d'une famille de sportifs, son père Greg ayant notamment participé aux Jeux olympiques de 1984. Durant sa carrière, il a remporté deux médailles aux Championnats du monde en 1999 et 2000, une autre lors des Championnats des quatre continents en 2001. Il a aussi pris part aux Jeux olympiques d'hiver de 1998 et 2002, prenant à chaque fois la septième place. Ses autres victoires internationales sont les championnats du monde juniors 1995, le Trophée de France 2002 et le Skate America 2003. Au niveau national, il a gagné trois titres chez les seniors.
Après 2006, il a entamé une carrière de patineur professionnel.

## Palmarès
| Compétition                        | 1993    | 1994    | 1995    | 1996    | 1997    | 1998    | 1999    | 2000    | 2001    | 2002    | 2003    | 2004    | 2005    | 2006    |  |  |  |  |  |
| Jeux olympiques d'hiver            |         |         |         |         |         | 7e      |         |         |         | 7e      |         |         |         |         |  |  |  |  |  |
| Championnats du monde              |         |         |         |         | 7e      | 6e      | 3e      | 3e      |         | 6e      | 5e      | 6e      |         |         |  |  |  |  |  |
| Championnats des quatre continents |         |         |         |         |         |         |         |         | 3e      |         |         |         |         | 9e      |  |  |  |  |  |
| Championnats des États-Unis        |         | 8e      | 6e      | 5e      | 2e      | 2e      | 1er     | 1er     | 4e      | 3e      | 1er     | 2e      | 5e      | 4e      |  |  |  |  |  |
| Championnats du monde juniors      | 2e      | 1er     |         |         |         |         |         |         |         |         |         |         |         |         |  |  |  |  |  |
|                                    |         |         |         |         |         |         |         |         |         |         |         |         |         |         |  |  |  |  |  |
| Grand Prix ISU                     | 1992/93 | 1993/94 | 1994/95 | 1995/96 | 1996/97 | 1997/98 | 1998/99 | 1999/00 | 2000/01 | 2001/02 | 2002/03 | 2003/04 | 2004/05 | 2005/06 |  |  |  |  |  |
| Finale du Grand Prix               |         |         |         |         |         |         | 4e      |         |         |         |         | 3e      |         |         |  |  |  |  |  |
| Skate America                      |         |         |         | 2e      |         |         | 2e      | 4e      |         | 4e      | 5e      | 1er     | 3e      |         |  |  |  |  |  |
| Skate Canada                       |         |         |         |         | 6e      |         |         |         |         |         |         |         |         |         |  |  |  |  |  |
| Coupe d'Allemagne                  |         |         | 10e     |         |         | 5e      |         |         |         | 8e      | 4e      |         |         |         |  |  |  |  |  |
| Trophée de France                  |         |         |         |         | 3e      |         | 2e      | 5e      |         |         | 1er     | 3e      |         | 6e      |  |  |  |  |  |
| Coupe de Russie                    |         |         |         |         | 3e      | 4e      |         |         | 6e      |         |         | 4e      |         |         |  |  |  |  |  |
| Trophée NHK                        |         |         |         |         |         |         |         |         |         |         |         |         | 4e      |         |  |  |  |  |  |
|                                    |         |         |         |         |         |         |         |         |         |         |         |         |         |         |  |  |  |  |  |